# Selim II.

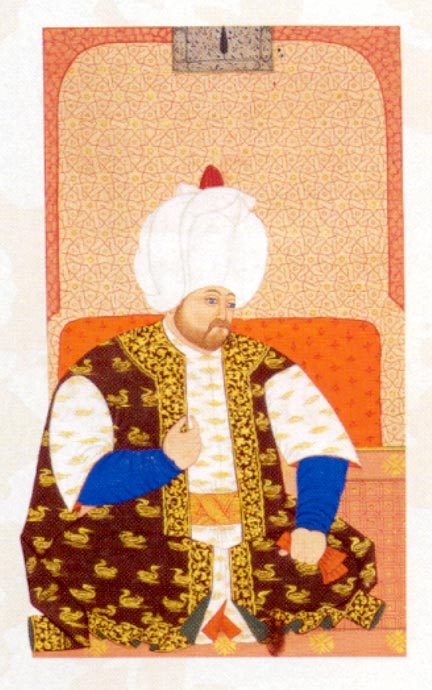
Selim II.

Selim II. (geb. 30. Mai 1524; gest. 13. Dezember 1574 in Konstantinopel, heute Istanbul) war Sultan des Osmanischen Reiches von 1566 bis zu seinem Tod. Wegen seiner Neigung zum Alkohol trug er den Beinamen Sarhoş Selim, „Selim der Trunkenbold“. Außerdem trug er wegen seines blonden Bartes den Beinamen Sarı Selim, „Selim der Blonde“.

## Herkunft und Familie
Selim war der dritte Sohn von Süleyman dem Prächtigen und dessen Lieblingsfrau Roxelane. Seiner Mutter verdankte er seinen Aufstieg. Mustafa, der Sohn seines Vaters Süleyman aus einer anderen Verbindung, wurde ein Rivale und Liebling der Janitscharen. Mustafa wurde des Verrates bezichtigt und erdrosselt. 1545 heiratete Selim in Konya Nurbanu, eine venezianische Adlige, die eigentlich Cecilia Venier-Baffo hieß und als Kind von Piraten entführt und versklavt worden war. Später führte sie als Valide Sultan de facto die osmanische Regierung im Zuge der sogenannten Weiberherrschaft.

## Regierung
Selim war der erste der osmanischen Sultane, der sich nicht aktiv um Politik und Kriegführung kümmerte, sondern diese Dinge eher seinem Schwiegersohn, dem Großwesir Sokollu Mehmed Pascha überließ. Er selbst verließ nur selten den Topkapı-Palast, wo er ausschweifende Feste und große Weingelage feierte, weswegen er in der Forschung für alkoholkrank gehalten wird. Am Anfang seiner Regierungszeit schloss er mit allen Nachbarstaaten einen Friedensvertrag ab. Auf seine Anordnung wurde in den Jahren 1568–75 in Edirne vom Baumeister Sinan die Selimiye-Moschee errichtet.
Selim beauftragte Lala Mustafa Pascha 1571 damit, Zypern einzunehmen, was diesem nach sechs Monaten Belagerung gelang. Im selben Jahr unterstützte er Stephan Báthory erfolgreich in dessen Konflikt mit Gáspár Bekes um die Wahl zum Fürsten von Siebenbürgen. Damit betonte er die Oberherrschaft über das Land, das auch von den Habsburgern beansprucht wurde.

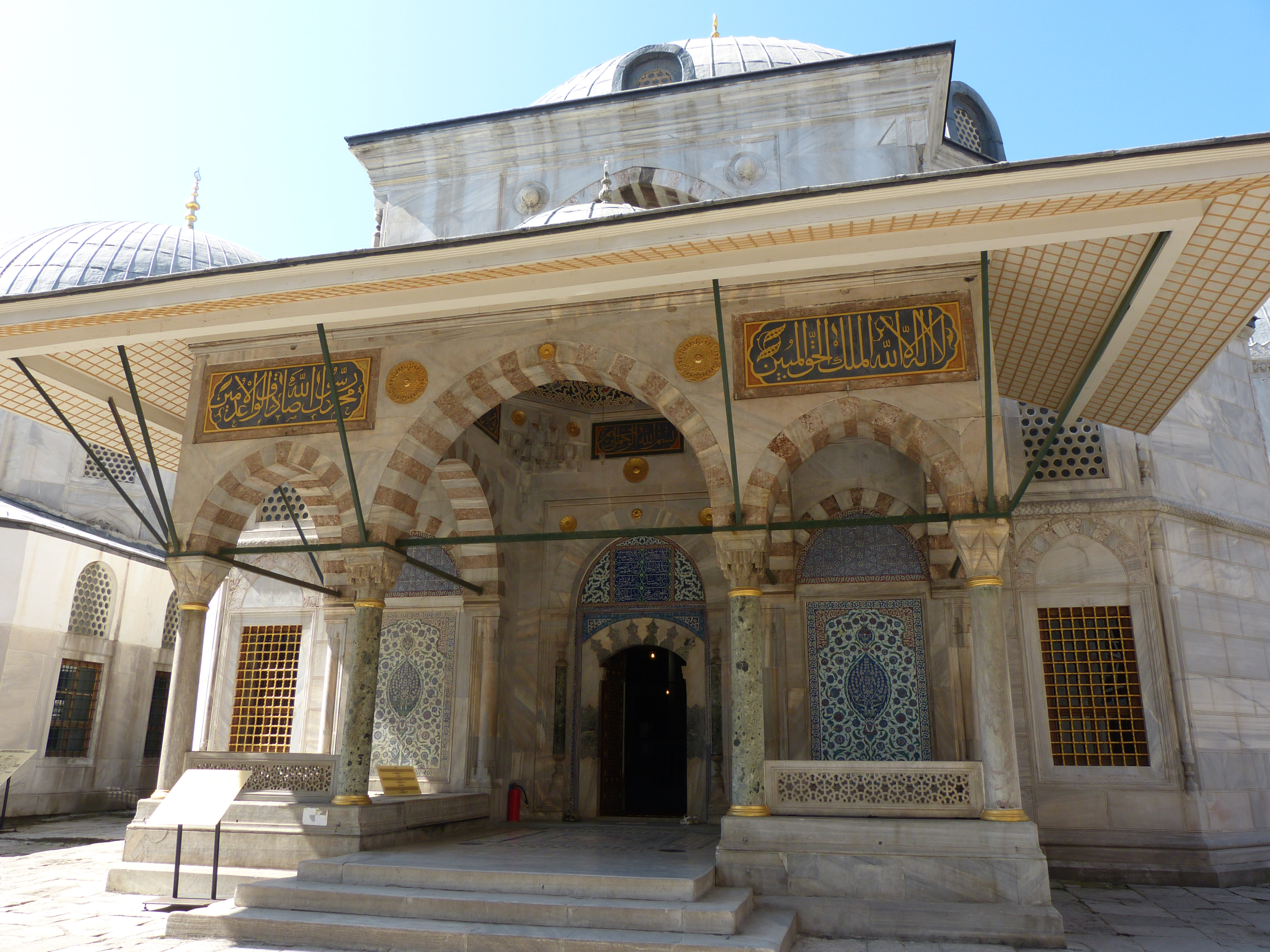
Mausoleum Sultan Selims II. (II. Selim Türbesi)

1572 ließ er die Hagia Sophia und die al-Harām-Moschee in Mekka renovieren. Der Sultan erlaubte 1572 den Krimtataren, einen Feldzug gegen Russland zu führen. 1573 wurde Tunesien erobert. Sultan Selim II. starb acht Jahre nach seiner Thronbesteigung am 15. Dezember 1574 durch einen Sturz im Vollrausch. Er ruht in der für ihre Iznik-Fliesen berühmten, noch zu Selims Lebzeiten 981 H. (1573–74) begonnenen II. Selim Türbesi südwestlich neben der Hagia Sophia. Der verantwortliche Architekt war Mimar Sinan. Bis zur Fertigstellung der Türbe bis 984 H. (1576–77) befand sich der Sarg Selims II. in einem Zelt neben der Baustelle.